# The Family International
The Family International (La Família Internacional, TFI) és un nou moviment religiós estatunidenc fundat el 1968 per David Brandt Berg. El grup ha passat amb diversos noms des dels seus inicis, com ara «Teens for Christ» (Joves per Crist), «The Children of God (Els Nens de Déu, CoG)», «The Family of Love» (La Família de l'Amor),o simplement «The Family» (La Família).
Els antics membres han acusat a TFI de ser un culte autoritari que es dedica a l'abús físic i sexual sistemàtic de nens, provocant un trauma durador entre els supervivents. El grup també ha estat acusat de dirigir-se a persones vulnerables.

## Punts de vista
Segons la Canadian Broadcasting Corporation (CBC), «en el seu moment màxim» el moviment The Family tenia «desenes de milers de membres, entre ells River Phoenix, Joaquin Phoenix, Rose McGowan i Jeremy Spencer».
TFI va difondre inicialment un missatge de salvació, apocalipticisme, «revolució i felicitat espiritual» i desconfiança en el món exterior, que els membres van anomenar «El Sistema». Com alguns altres grups fonamentalistes, «va predir l'arribada d'un dictador anomenat anticrist, l'ascens d'un brutal govern mundial únic i el seu eventual enderrocament per Jesucrist, en la segona vinguda».
El 1976, va començar un mètode d'evangelització anomenat «Flirty Fishing» (FFing, «pesca coqueta») que utilitzava el sexe per «mostrar l'amor i la misericòrdia de Déu» i guanyar conversos, donant lloc a controvèrsia. El fundador i líder profètic de TFI, David Berg (que es va anomenar per primera vegada «Moisès David» a la premsa de Texas, i que també va ser anomenat «Pare David» pels membres), es va atorgar els títols de «Rei», «El darrer profeta dels Últims Temps», «Moisès» i «David».
Berg es va comunicar amb els seus seguidors a través de «Cartes Mo» (cartes d'instrucció i consells sobre una infinitat de temes pràctics i espirituals) fins a la seva mort a finals de 1994. Després de la seva mort, la seva vídua Karen Zerby es va convertir en la líder de TFI, prenent els títols de «Reina» i «Profetessa». Zerby es va casar amb Steve Kelly (també conegut com a Peter Amsterdam), un assistent de Berg a qui Berg havia escollit a mà com a «consort». Kelly va prendre el títol de «Rei Peter» i es va convertir en la cara de TFI, parlant en públic més sovint que Berg o Zerby. Hi ha hagut diverses denúncies d'abús sexual infantil fetes per membres anteriors.
Berg va predicar una combinació de l'evangelisme cristià tradicional, amb elements populars amb la contracultura de la dècada del 1960. Hi havia moltes «imatgeries de la fi del món» trobades al Llibre de l'Apocalipsi del Nou Testament, predicant la mort imminent per a Amèrica i la ineficàcia de les esglésies establertes. Berg «va instar a tornar a la comunitat cristiana primitiva descrita al Llibre dels Fets de la Bíblia, en què els creients vivien junts i ho compartien tot», semblant-se a la vida comunitària dels hippies de finals de la dècada del 1960.

## Història

### The Children of God(CoG) (1968-1977)

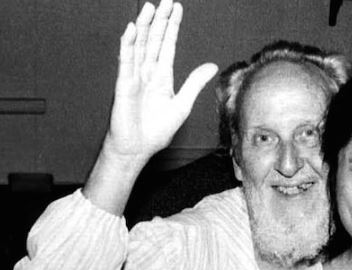
David Brandt Berg

El fundador del moviment, David Brandt Berg (1919-1994), va ser un antic pastor de l'Aliança Cristiana i Missionera. Berg va començar el 1968 com a predicador evangèlic amb un seguit de «hippies nascuts de nou» que es van reunir en una cafeteria a Huntington Beach, al comtat d'Orange, Califòrnia. El 1969, després de tenir una revelació «que Califòrnia seria afectada per un gran terratrèmol», va deixar Huntington Beach i «va portar els seus seguidors a la carretera».
Feien proselitisme als carrers i repartien fulletons. Els líders de The Children of God (Els Nens de Déu, CoG) van ser anomenats «The Chain». Els membres de CoG van fundar comunes, primer anomenades «colònies» (ara anomenades «cases»), a diverses ciutats.
Berg es comunicava amb els seus seguidors escrivint cartes. Va publicar prop de 3.000 cartes durant un període de 24 anys, conegudes com les «Cartes Mo» (Mo Letters, ML). En una carta escrita el gener de 1972, Berg va declarar que era el profeta de Déu per al món contemporani, intentant consolidar encara més la seva autoritat espiritual dins del grup. Les cartes de Berg també contenien el reconeixement públic dels seus propis fracassos i debilitats (per exemple, va emetre una carta Mo titulada «La meva confessió: era un alcohòlic!» (ML #1406 Estiu de 1982) relacionant la seva depressió després d'alguns dels seus seguidors més propers el van deixar el 1978).
L'any 1972, alguns membres (com Ruth Gordon) van interpretar una carta Mo titulada «Fuig com un ocell a la teva muntanya» com una advertència per abandonar Amèrica. «Déu anava a destruir els Estats Units d'Amèrica... i vam haver de sortir». Això, juntament amb la pressió que els membres consideraven que els pares estaven intentant «rescatar» els nens que s'havien unit al CoG, van animar els membres a «[migrar] a l'estranger, primer a Europa, finalment a Amèrica Llatina i Àsia oriental».
L'any 1972, CoG va declarar que tenia 130 comunitats a tot el món i, a mitjans de la dècada del 1970, tenia «colonies» en uns 70 països. La BBC va informar de 10.000 membres a temps complet del CoG a la dècada del 1970.
El 1976, Berg havia introduït un nou mètode de proselitisme anomenat «Flirty Fishing» (o FFing), que animava les membres femenines a «mostrar l'amor de Déu» mitjançant relacions sexuals amb potencials conversos. La «pesca coqueta» va ser practicada per les membres del cercle íntim de Berg a partir del 1973, i es va introduir a la membresia general el 1976.

### The Family of Love(1978-1981)

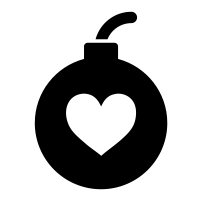
Una forma de bomba amorosa, Flirty Fishing va animar les membres femenines a establir relacions sexuals amb potencials conversos

Els Nens de Déu van ser abolits el febrer de 1978, i Berg va rebatejar el seu grup The Family of Love (La Família de l'Amor) en el que Berg va anomenar la «Revolució de la nacionalització de la reorganització». Berg va reorganitzar el moviment, destituint «més de 300 membres líders després de veure informes no especificats de mala conducta greu i abús de les seves posicions». S'ha informat que hi havia líders («The Chain») implicats en abús d'autoritat i desacords interns sobre l'ús continuat de «Flirty Fishing». El grup també va ser acusat d'abusar sexualment i violar menors dins de l'organització, amb proves considerables per recolzar aquesta afirmació. Una vuitena part del total de membres va abandonar el moviment. Els que es van quedar van formar part d'un moviment reorganitzat anomenat La Família de l'Amor, i més tard, The Family (La Família). La majoria de les creences del grup van continuar sent les mateixes.
L'època de The Family of Love es va caracteritzar per l'expansió internacional.
Després de 1978, el «Flirty Fishing va augmentar dràsticament» i es va convertir en una pràctica habitual dins del grup. Una carta de Mo de 1980 (ML #999 maig de 1980), per exemple, es titulava «El diable odia el sexe! --- Però a Déu li encanta!».
En algunes zones, les «pescadores coquetes» utilitzaven agències d'escort per conèixer potencials convertits. Segons TFI, «més de 100.000 van rebre el do de la salvació de Déu a través de Jesús, i alguns van triar viure la vida de deixeble i missioner» com a resultat de Flirty Fishing. L'investigador Bill Bainbridge va obtenir dades de TFI que suggereixen que, des de 1974 fins a 1987, les membres van tenir contacte sexual amb 223.989 persones mentre practicaven Flirty Fishing.

### The Family(1982-1994)
Segons la història oficial de la família, el grup tenia «molts menys estàndards de conducta comuns» durant l'etapa de The Family of Love que abans. A finals de la dècada del 1980, el grup «va endurir els seus estàndards per assegurar-se que totes les comunitats membres proporcionessin un entorn molt saludable per a tots, especialment als nens», i va canviar el seu nom a The Family (La Família). El març de 1989, The Family va emetre una declaració que, a «principis de 1985», s'havia enviat un memoràndum urgent a tots els membres «que els recordava que qualsevol activitat d'aquest tipus [contacte sexual entre adults i nens] està estrictament prohibida dins del nostre grup» (èmfasi en l'original), i aquestes activitats eren motiu d'excomunió immediata del grup. El gener de 2005, Claire Borowik, portaveu de TFI, va declarar:
| « | A causa del fet que la nostra actual política de tolerància zero respecte a la interacció sexual entre adults i menors d'edat no figurava a la nostra literatura publicada abans de 1986, ens vam adonar que durant una etapa de transició del nostre moviment, des de 1978 fins a 1986, hi va haver casos quan alguns menors van ser objecte d'avenços sexualment inadequats... Això es va corregir oficialment l'any 1986, quan qualsevol contacte entre un adult i un menor (qualsevol persona menor de 21 anys) va ser declarat motiu d'excomunió. | » |

A principis de la dècada del 1990, el grup va trencar «anys de silenci virtual» i va començar a «convidar periodistes i estudiosos religiosos» a visitar la seva comuna a La Habra, Califòrnia, on almenys un periodista del Washington Post (Gustav Niebuhr) va trobar que els seus membres eren «un grup net, amable i cortès». En aquell moment The Family afirmava tenir «uns 9.000 membres a tot el món, amb uns 750 repartits pels Estats Units d'Amèrica». El grup va emfatitzar la seva oposició cristiana principal a l'avortament, l'homosexualitat, les drogues i l'embriaguesa i el seu respecte pel reverend Billy Graham.

### The Family(1995-2003)
Després de la mort de Berg l'octubre de 1994, la seva vídua Karen Zerby (coneguda al grup com «Mama Maria», «Reina Maria», «Maria David» o «Maria Fontaine») va assumir el lideratge del grup.
El febrer de 1995, el grup va presentar la Carta d'Amor, que definia els drets i les responsabilitats dels Socis Fundadors i de les Llars. La Carta també incloïa les «Regles fonamentals de la Família», un resum de les normes i directrius de publicacions anteriors de The Family que encara estaven en vigor.
En el cas judicial britànic de 1994-1995, el jutge Alan Ward va dictaminar que el grup, inclosos alguns dels seus màxims líders, s'havia involucrat en el passat en pràctiques sexuals abusives amb menors i també havia utilitzat càstigs corporals severs i segrest de menors. Va trobar que el 1995 The Family havia abandonat aquestes pràctiques i va concloure que eren un entorn segur per als nens. No obstant això, sí que va exigir que el grup cessés tots els càstigs corporals a nens al Regne Unit i denunciés qualsevol dels escrits de Berg que fossin «responsables que els nens en The Family hagin estat sotmesos a un comportament sexualment inadequat».

### The Family International(2004-present)
La Carta d'Amor (Love Charter) és el document de govern establert de La Família que inclou els drets, les responsabilitats i els requisits de cada membre, mentre que els Estatuts dels membres missioners i els Estatuts dels companys van ser escrits per al govern dels cercles de membres missioners i companys de The Family International, respectivament. Les llars de La Familia es revisen cada sis mesos segons un conjunt de criteris publicats. La Carta d'Amor va augmentar el nombre de cases unifamiliars, així com d'habitatges que depenien de feines com l'autoocupació.

### Ensenyaments recents
Els ensenyaments recents de La Família Internacional es basen en creences que anomenen «les noves armes [espirituals]». Els membres de La Família Internacional creuen que són soldats en la guerra espiritual del bé contra el mal per a les ànimes i els cors dels homes.

#### Esperits ajudants
Els esperits ajudants inclouen àngels, altres figures religioses i mítiques, i humans difunts, incloses celebritats; per exemple la deessa Afrodita, el ninot de neu, Merlí, l'Esfinx, Elvis Presley, Marilyn Monroe, Audrey Hepburn, Richard Nixon i Winston Churchill.

#### Les Claus del Regne
La Família Internacional creu que el passatge bíblic «Us donaré les claus del Regne del cel, i tot allò que lligueu a la terra quedarà lligat al cel, i tot allò que deslligueu a la terra serà deslligat al cel» (Mateu, 16:19) es refereix a una quantitat creixent d'autoritat espiritual que es va donar a Pere i als primers deixebles. Segons les creences de La Família Internacional, aquest passatge es refereix a claus que es van ocultar i no es van utilitzar durant els segles següents, però que es van revelar novament a través de Karen Zerby com a més poder per pregar i obtenir miracles. Els membres de La Família Internacional demanen a les diferents claus del Regne un efecte addicional durant la pregària. Les claus, com la majoria de creences de La Família Internacional, es publicaven en revistes que semblaven còmics per tal de fer-los ensenyar als nens.

#### Estimar a Jesús

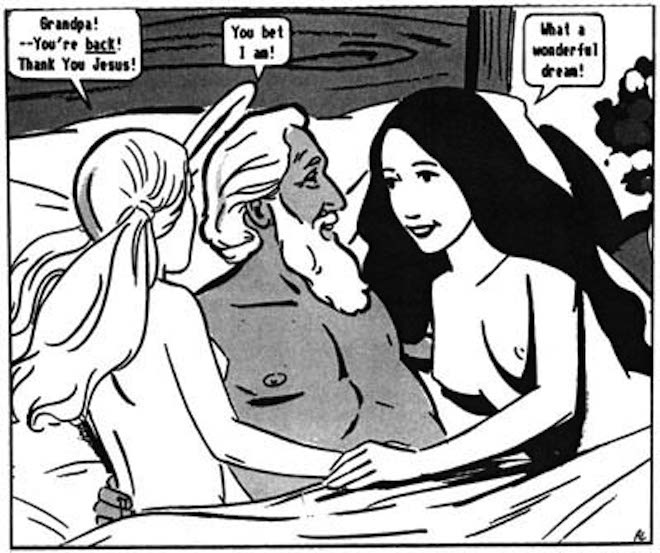
Portada d'un fullet per als deixebles de David Berg, líder de culte, que es representa a si mateix com a Jesús/avi, mantenint relacions sexuals amb la seva descendència, dècada del 1980

«Loving Jesus» (Estimar a Jesús) és un terme que utilitzen els membres de La Família Internacional per descriure la seva relació íntima i sexual amb Jesús. La Família Internacional descriu el seu ensenyament «Loving Jesus» com una forma radical de teologia nupcial. Creuen que l'església dels seguidors és la núvia de Crist, cridada a estimar-lo i servir-lo amb fervor de dona; tanmateix, aquesta teologia nupcial es porta més enllà, animant els membres a imaginar-se que Jesús s'uneix a ells durant les relacions sexuals i la masturbació. Se'ls adverteix als homes que es visualitzin com a dones, per tal d'evitar una relació homosexual amb Jesús.
Moltes publicacions de La Família Internacional i missatges d'esperits afirmats que provenen del mateix Jesús, elaboren aquesta relació íntima i sexual que creuen que Jesús desitja i necessita. La Família Internacional s'imagina com la seva «núvia» especial en poesia gràfica, visualitzacions guiades, obres d'art i cançons. Alguna literatura de La Família Internacional no s'introdueix als països conservadors per por que es pugui classificar a la duana com a pornografia. La literatura que descriu aquesta visió de Jesús i el seu desig d'una relació sexual amb els creients es va editar per als adolescents més joves, i després es va editar per als nens.

## Crítiques
La Família Internacional ha estat criticada per la premsa i els moviments antisecta. Els ex-membres han acusat la direcció de La Família de seguir «una política de mentir als forasters», d'estar «impregnada d'una història de desviació sexual» i fins i tot d'interferir-se «en la política del Tercer Món». La Família respon que és víctima de «persecució».
El sentiment anti-La Família Internacional ha estat expressat públicament per alguns que han abandonat el grup; els exemples inclouen les germanes Celeste Jones i Kristina Jones, i Juliana Buhring, que van escriure un llibre sobre les seves vides a La Família Internacional.
El 1971, una organització anomenada FREECOG va ser fundada per pares preocupats i altres, inclòs el desprogramador Ted Patrick per «alliberar» els membres de Nens de Déu de la seva implicació en el grup.
Almenys una persona que va créixer a La Família (Verity Carter) durant l'era dels Nens de Déu va descriure que va ser abusada sexualment «des dels quatre anys d'edat per membres del culte, inclòs el seu propi pare». Ella culpa a la filosofia de David Berg, que va dir als membres que «Déu era amor i l'amor era sexe», de manera que el sexe no s'hauria de limitar per l'edat o la relació. Carter també es queixa d'haver estat «copejada i fuetejada repetidament per la més petita de les transgressions», que li negaven «música, televisió o cultura» o altres «contactes amb el món exterior», de manera que «no tenia ni idea de com funcionava el món», i que li van ensenyar manipular els «systemites» (forasters), com els treballadors socials.
L'autor Don Lattin va entrevistar nombrosos membres de La Família pel seu llibre Jesus Freaks. En una ressenya del seu llibre, Paul Burgarino descriu Berg com «a partir de les restes de la vida hippie: gent sense res a perdre, cap on anar i sense antecedents cristians» per alertar-los de les desviacions de la predicació de Berg. Un ex-membre de Nens de Déu, Jerry Golland, es descriu a si mateix en el moment d'unir-se al grup com algú sense diners i tan deprimit que els Nens de Déu el van treure «del carrer». Els membres «apreniem a detectar, ja saps... una persona vulnerable. Els dèiem ovelles», va dir Golland a la Canadian Broadcasting Corporation.
La pressió per recaptar diners també podria ser intensa. L'ex-membre Golland diu que els membres que eren bons per recaptar diners i distribuir els fullets es deien «Shiners». Els que tenien unes vendes pobres es deien «Shamers». «Si no assoliem la quota, no podíem tornar a casa a sopar», va dir.

## Membres destacats

### Units al culte durant l'adultesa
- Jeremy Spencer, guitarrista slide de blues i membre fundador de Fleetwood Mac, que va deixar el 1971 quan es va unir a La Família Internacional.[36]

### Criats aThe Children of Godfins que van abandonar el culte
- Christopher Owens: músic, de la banda indie estatunidenca Girls, va ser criat a La Família Internacional pels seus pares.[37][38]

- Celeste Jones i Kristina Jones: coautores, juntament amb Juliana Buhring, de Not Without My Sister (No sense la meva germana), una autobiografia que detalla els extensos abusos que van patir a Nens de Déu.[39] Aquest llibre és utilitzat per l'organització RAINN com a referència per a les víctimes d'abús sexual infantil.
- Juliana Buhring: primera dona a fer la volta al món en bicicleta[40] i coautora de Not Without My Sister.
- Rose McGowan: actriu de cinema, va descriure la seva infantesa La Família Internacional en entrevistes amb Howard Stern,[41] la revista People[42] i més tard al seu llibre Brave.
- River Phoenix, Joaquin Phoenix, Rain Phoenix, Liberty Phoenix i Summer Phoenix, actors, van ser membres del grup des de 1972 fins a 1978. River Phoenix, que va morir d'una sobredosi de drogues el 1993, va dir a la revista Details el novembre de 1991 que «arruïnen la vida de la gent».[43]
- Susan Justice: cantautora i guitarrista de pop-rock estatunidenca, més coneguda pel seu àlbum debut autogravat, The Subway Recordings.
- Tina Dupuy: periodista estatunidenca i columnista sindicalitzada.
- Ricky Rodríguez: autor d'un manual suprimit que defensava el contacte sexual entre adults i nens, va cometre un assassinat-suïcidi el 2005, matant una de les dones que el va criar i presumptament va abusar sexualment d'ell després que ell ho fes.[9]
- Lauren Hough: autora de Leaving is Not the Hardest Thing,[44] criada a La Família Internacional.
- Flor Edwards, autora,[45] que es va criar dins del culte abans que els seus pares marxessin.
- Dawn Watson: brasilera, víctima d'abús sexual mentre vivia en una comunitat de La Família Internacional.[10]
- Taylor Stevens: autora,[46] criada en el culte des dels 12 anys fins que va marxar als vint anys d'edat amb els seus dos fills.
- Bexy Cameron: membre britànica des de la seva inància que va marxar als 15 anys d'edad i més tard va escriure un llibre sobre les seves experiències.[47]
- Faith Jones: advocada, es va criar al grup a Macau abans de marxar. Va escriure sobre la seva vida al llibre Sex Cult Nun.[48]

## Relats autobiogràfics
- Connolly, Ray. Something Somebody Stole (en anglès), 2011. ISBN 978-1460922545.. Esposat per un membre veterà que va marxar després de més de 20 anys.
- Davis, Deborah. The Children of God: The Inside Story (en anglès).  Grand Rapids, Michigan.: Zondervan Books, 1984. ISBN 978-0-310-27840-6.. Exposada per la filla gran del fundador que va abandonar el culte.
- Young, Daniella Mestyanek. Uncultured: A Memoir (en anglès), 2022. ISBN 978-1250280114. Young es va criar a The Children of God, filla de membres d'alt rang.

## En els mitjans de comunicació
- The Jesus Trip (1971): un documental de Denis Tuohy que té entrevistes amb membres de Children of God.
- Children of God (1994): un documental de 63 minuts de Channel 4 de John Smithson; detallant la família Padilla i els maltractaments de les seves tres filles menors d'edat i la mort d'una altra.
- Children of God: Lost and Found: un documental de 75 minuts de Noah Thomson, presentat al Festival de Cinema Slamdance de 2007.
- Cult Killer: The Rick Rodriguez Story: un documental del Regne Unit de 53 minuts amb una transcripció.[49]
- Al primer episodi de Louis Theroux's Weird Weekends, «Born Again Christians», Louis visita una família de Texas de La Família Internacional.
- Buzzcocks esmenta el grup (com a Children Of God) a la seva cançó, «Orgasm Addict».
- RedLetterMedia va presentar el vídeo S.O.S. de Family International en un episodi de Best of the Worst.[50]
- Esmentada al documental de Tony Robbins: I Am Not Your Guru als 52 minuts de la pel·lícula com una organització on els nens es veuen obligats a mantenir relacions sexuals a partir dels sis anys d'edat.
- The Parcast Podcast Cults: Episodis 11 i 12.[51]
- Citizen Rose: una sèrie documental de cinc parts que es mostra a E! Channel. El primer episodi es va estrenar el 30 de gener de 2018. La sèrie segueix l'actriu Rose McGowan, que va néixer al culte.
- The Last Podcast on the Left va fer una sèrie de quatre parts sobre el culte: Episodis 248-251.[52]
- El podcast Timesuck de Dan Cummins va cobrir el culte a l'episodi 104, «The Children of God Sex Cult».
- AJJ va llançar una cançó titulada «Children of God» al seu àlbum Christmas Island de 2014.
- A&E's Cults and Extreme Belief, l'episodi 3 (2018) tracta sobre els Nens de Déu.[53]